# Cole Swider
Cole Alexander Swider (Portsmouth, 8 de maio de 1999) é um jogador norte-americano de basquete profissional que atualmente joga pelo Detroit Pistons da National Basketball Association (NBA) e no Motor City Cruise da G-League.
Ele jogou basquete universitário pelo Villanova e pelo Universidade de Syracuse.

## Início da vida e carreira no ensino médio
Swider nasceu e cresceu em Portsmouth, Rhode Island, e frequentou a St. Andrew's School. Ele foi nomeado Jogador Gatorade do Ano em Rhode Island após uma média de 26,5 pontos, 11,2 rebotes, 3,1 assistências, 1,9 roubos de bola e 1,3 bloqueios em seu terceiro ano. Em sua última temporada, ele teve média de 31 pontos. Swider foi classificado como um recruta de quatro estrelas e se comprometeu a jogar basquete universitário por Villanova, recusando ofertas de Syracuse, Xavier e Duke.

## Carreira universitária
Swider começou sua carreira universitária em Villanova. Ele jogou em 31 jogos e foi titular em 15 durante seu segundo ano com médias de 6,1 pontos e 2,9 rebotes. Em seu último ano, ele participou de todos os 25 jogos de Villanova e teve médias de 5,7 pontos e 2,8 rebotes. Após a temporada, Swider entrou no portal de transferências da NCAA.
Swider acabou se transferindo para Universidade de Syracuse. Ele se tornou o ala-pivô titular do time e teve médias de 13,9 pontos, 6,8 rebotes e 1,8 assistências. Após o fim da temporada, Swider anunciou que entraria no draft da NBA de 2022 e contrataria um agente.

## Carreira profissional

### Los Angeles/South Bay Lakers (2022–2023)
Após não ser selecionado no draft da NBA de 2022, Swider assinou um contrato de duas vias com o Los Angeles Lakers em 1º de julho de 2022, dividindo seu tempo com o afiliado da G-League, o South Bay Lakers. Swider integrou o elenco dos Lakers na Summer League de 2022. Em sua estreia no torneio, Swider marcou treze pontos, seis rebotes e um bloqueio na vitória por 100-66 contra o Miami Heat.
Em 26 de julho de 2023, os Lakers dispensaram Swider.

### Miami Heat/Sioux Falls Skyforce (2023–2024)
Em 11 de agosto de 2023, Swider assinou com o Miami Heat e, em 21 de outubro, seu contrato foi convertido em um contrato de duas vias.

### Detroit Pistons/Motor City Cruise (2024–Presente)
Em 8 de agosto de 2024, Swider assinou com o Indiana Pacers, mas foi dispensado em 18 de outubro. Três dias depois, ele assinou um contrato de duas vias com o Detroit Pistons.

## Estatísticas da carreira

### NBA

#### Temporada regular
| Ano      | Equipe      | PJ | PT | MPJ | AP   | 3P   | LL    | RT  | AS | BR | TO | PPJ |
| -------- | ----------- | -- | -- | --- | ---- | ---- | ----- | --- | -- | -- | -- | --- |
| 2022–23  | L.A. Lakers | 7  | 0  | 5.9 | .333 | .375 | —     | 1.0 | .6 | .0 | .0 | 1.3 |
| 2023–24  | Miami       | 18 | 0  | 4.8 | .395 | .333 | 1.000 | .4  | .3 | .1 | .1 | 2.3 |
| Carreira | Carreira    | 25 | 0  | 5.3 | .364 | .354 | 1.000 | .7  | .4 | .0 | .0 | 1.7 |

### Universitário
| Ano      | Equipe    | PJ  | PT | MPJ  | AP   | 3P   | LL   | RT  | AS  | BR  | TO | PPJ  |
| -------- | --------- | --- | -- | ---- | ---- | ---- | ---- | --- | --- | --- | -- | ---- |
| 2018–19  | Villanova | 21  | 0  | 9.5  | .375 | .283 | .632 | 1.2 | .6  | .1  | .0 | 3.5  |
| 2019–20  | Villanova | 31  | 15 | 18.5 | .442 | .352 | .667 | 2.9 | .6  | .2  | .3 | 6.1  |
| 2020–21  | Villanova | 25  | 2  | 18.8 | .426 | .402 | .750 | 2.8 | 1.1 | .5  | .1 | 5.7  |
| 2021–22  | Syracuse  | 33  | 33 | 34.3 | .440 | .411 | .866 | 6.8 | 1.4 | 1.0 | .4 | 13.9 |
| Carreira | Carreira  | 110 | 50 | 20.2 | .420 | .362 | .728 | 3.4 | .9  | .4  | .2 | 7.3  |

Fonte:

## Links externos
- Biografia do Villanova Wildcats
- Bio Syracuse Orange